# Humberto Gordon
Humberto Alfredo Guillermo Gordon Rubio (21 de septiembre de 1927-15 de junio de 2000) fue un militar chileno, con el grado de Teniente General, que participó como miembro de la Junta de Gobierno y director de la Central Nacional de Informaciones (CNI).

## Carrera militar
Gordon egresó de la Escuela Militar en 1943, siendo destinado a diversos regimientos de montaña. Fue director de instrucción del Ejército en 1968, para al año siguiente ser edecán del presidente Eduardo Frei Montalva hasta el final del mandato de este. En 1970, siendo oficial del Estado Mayor General del Ejército, fue nombrado ayudante de la Dirección de Inteligencia de esta institución.
En 1980, fue nombrado director de la Central Nacional de Informaciones, cargo que ocupó por seis años. Formó el Comando Antisubversivo (CAS) que bajo la dirección de la CNI coordinaba su accionar con Carabineros, Investigaciones de Chile y los servicios de inteligencia y también la fuerza operativa. El CAS controlaba centros clandestinos de detención y reprimió las primeras protestas antigubernamentales.
En la Junta de Gobierno, permaneció entre el 1 de enero de 1987 al 30 de noviembre de 1988.
Gordon enfrentó a la justicia por el asesinato del dirigente sindical Tucapel Jiménez, ocurrido en 1982, cuando en septiembre de 1999 fue procesado y detenido como presunto cómplice por el ministro en visita Sergio Muñoz. También en mayo de 2000 la ministra en visita Dobra Lusic encausó a Gordon como presunto autor de secuestro y homicidio del editor de la revista "Análisis" José Carrasco Tapia; del técnico electrónico Felipe Rivera Gajardo; del profesor Gastón Vidaurrazaga Manríquez, y del gerente de ventas de editorial Cono Sur, Abraham Muskatblit Eidelstein, todos miembros de colectividades de izquierda.

### Historial militar
Su historial de ascensos en el Ejército es el siguiente:
- 1939: Cadete de la Escuela Militar
- 1943: Alférez
- 1944: Subteniente
- 1949: Teniente
- 1954: Capitán
- 1960: Mayor
- 1966: Teniente Coronel
- 1972: Coronel
- 1977: General de Brigada
- 1978: General de División
- 1982: Teniente General

## Fallecimiento
Humberto Gondon falleció el 15 de junio de 2000, debido a un ataque cardíaco. Al funeral asistió el entonces senador vitalicio, general (r) Augusto Pinochet.